# Dryasmeerkatze
Die Dryasmeerkatze (Chlorocebus dryas) ist eine Primatenart aus der Gattung der Grünen Meerkatzen (Chlorocebus) innerhalb der Familie der Meerkatzenverwandten (Cercopithecidae).

## Merkmale
Die Dryasmeerkatze ähnelt der Dianameerkatze, die aber eine völlig andere Region Afrikas bewohnt. Die Kehle und die Vorderseite der Arme sind weiß gefärbt, Hüfte und Hinterteil orangerot, und der hintere Rücken grünlichgrau. Der restliche Teil ihres Fells ist schwarz, das Gesicht trägt eine schwarze, spitzbartförmige Behaarung. Ihre Kopfrumpflänge variiert zwischen 40 und 55 Zentimetern, der Schwanz wird bis zu 75 Zentimeter lang, und ihr Gewicht beträgt zwischen vier und sieben Kilogramm.

## Verbreitung und Lebensraum

Verbreitungskarte der Dryasmeerkatze

Dryasmeerkatzen leben im Kongobecken in der Demokratischen Republik Kongo und kommen dort ausschließlich in zwei nicht zusammenhängenden Gebieten vor, die sich mit folgenden Schutzgebieten überschneiden: dem Kokolopori Bonobo Reserve, dem Iyondji Community Bonobo Reserve, dem Luo Scientific Reserve im Territorium Ikela der Provinz Tshuapa und dem südöstlich davon gelegenen Nationalpark Lomami. Der 2016 ausgewiesene Nationalpark und seine Pufferzonen stellen das südlichste Vorkommen der Dryasmeerkatze dar. Er befindet sich am Fluss Lomami innerhalb der Provinzen Tshopo und Maniema.
Als Lebensraum bevorzugen die Dryasmeerkatzen vermutlich Sekundärwälder. Sie kommen zudem in Au- und Sumpfwäldern und auch häufig in der Nähe von menschlichen Siedlungen und Gärten vor. In Kamerafallen wurden sie am häufigsten in den unteren Bereichen der Bäume zwischen 2 und 10 Metern beobachtet. Sie begeben sich aber auch auf Nahrungssuche in Dickichte am Boden der Wälder.

## Lebensweise
Dryasmeerkatzen sind tagaktive Baumbewohner. Sie leben in Haremsgruppen von bis zu 30 Tieren zusammen und ernähren sich von Früchten, Samen, Blüten, Blättern, Pflanzentrieben, Pilzen und wirbellosen Tieren.

## Systematik
Die Dryasmeerkatze wurde 1932 durch den deutsch-amerikanischen Zoologen Ernst Schwarz erstmals wissenschaftlich beschrieben. Er gab ihr die wiss. Bezeichnung Cercopithecus dryas und ordnete sie damit den eigentlichen Meerkatzen (Cercopithecus) zu. Grundlage der Beschreibung war der Schädel und das unvollständig erhaltene Fell eines zweijährigen Männchens, dass vorher als Haustier gehalten wurde. 1977 beschrieb der belgische Zoologe Thys van den Audenaerde eine weitere, ähnliche Meerkatzenart unter der Bezeichnung Cercopithecus salongo. 1991 fanden Thys van den Audenaerde und seine Kollegen M. Colyn und J.P. Gautier heraus, dass es sich bei Cercopithecus salongo um eine ausgewachsene Dryasmeerkatze handelt. Cercopithecus salongo gilt deshalb als Synonym von Cercopithecus dryas. Einer 2021 veröffentlichten Untersuchung der DNA der Dryasmeerkatze zufolge gehört die Art nicht zur Gattung Cercopithecus, sondern ist die basale Schwestergruppe der in west, ost- und südafrikanischen Savannen verbreiteten Grünen Meerkatzen (Chlorocebus). In neueren Veröffentlichungen und aktuellen systematischen Datenbanken wird die Dryasmeerkatze deshalb in die Gattung Chlorocebus gestellt.

## Bedrohung
Aufgrund der Zerstörung ihres Lebensraums und Bejagung zählt sie zu den bedrohten Arten. Die IUCN listet die Dryasmeerkatze als stark gefährdet. Es gibt wahrscheinlich nur 100 bis 250 ausgewachsene, geschlechtsreife Tiere. Die Hauptbedrohung stellt für sie illegale Bejagung als Bushmeat für den lokalen Verzehr dar, der in beiden Verbreitungsgebieten vorkommt.
Die Dryasmeerkatze ist in Anhang II des Washingtoner Artenschutzübereinkommens gelistet.